# Brug 69
Brug 69 is een vaste brug in Amsterdam-Centrum.
De brug verbindt de Spiegelgracht met de Nieuwe Spiegelstraat en voert over de Prinsengracht. Op de kaart van Jacob Bosch met daarop de Vierde uitleg uit circa 1679 staat de brug al ingetekend.
In 1866 was er een aanbesteding tot plaatsing van een nieuwe brug, de aannemers konden de brug voor 20.000 gulden bouwen. In 1890 moest de brug verlaagd worden alsmede verbreed. De huidige brug (gegevens 2017) dateert van 1951. Men plaatste toen een brug ontworpen door de Dienst der Publieke Werken. Het ontwerp dateert al van meer dan tien jaar eerder, de Duitse inval zorgde voor uitstel van plaatsing van deze brug. De brug heeft een aantal kenmerken van Piet Kramers hand, de Amsterdamse Schoolstijl, vooral terug te vinden in de brugpijlers. De siersmeedijzeren balustrades in eenvoudige opzet. Opvallend aan de brug zijn de extra steunen/dragers van het brugdek, die buiten de brugpijlers om zijn gemonteerd.
De brug lijdt een anoniem leven, zelfs de beide boeken over de Amsterdamse bruggen vermelden alleen de hand van Kramer. Die anonimiteit wordt nog versterkt door dat de gemeente in april 2016 de officieuze naam Antiquairsbrug (aan de Spiegelgracht en in het verlengde daarvan de Nieuwe Spiegelstraat waren veel antiquairs gevestigd) als vervallen verklaarde. Ze wordt officieel alleen nog aangeduid met haar nummer.

Vierde uitleg (1679)

Lekkeresluis ·
Prinsensluis ·
Leliesluis ·
Nieuwe-Wercksbrug ·
Reesluis ·
Berensluis ·
Brug 66 ·
Angenietje Swartbrug ·
Aalmoezeniersbrug ·
Brug 69 ·
Walenweeshuissluis ·
De Duifbrug ·
Brug 75 ·
Frans Hendricksz. Oetgensbrug
1 · 2 · 3 · 4 · 5 · 6 · 7 · 8 · 9 · 10 · 11 · 12 · 13 · 14 · 15 · 16 · 17 · 18 · 19 · 20 · 21 · 22 · 23 · 24 · 25 · 26 · 27 · 28 · 29 · 30 · 31 · 32 · 34 · 35 · 36 · 37 · 38 · 39 · 40 · 41 · 42 · 43 · 44 · 45 · 46 · 47 · 48 · 49 · 50 · 51 · 52 · 53 · 54 · 55 · 56 · 57 · 58 · 59 · 60 · 61 · 62 · 63 · 64 · 65 · 66 · 67 · 68 · 69 · 70 · 71 · 72 · 73 · 74 · 75 · 76 · 77 · 78 · 79 · 80 · 81 · 82 · 84 · 85 · 86 · 87 · 88 · 89 · 90 · 91 · 92 · 93 · 94 · 95 · 96 · 97 · 98 · 99 · >>>
Brugnummers 33 en 83 zijn niet (meer) vergeven